# Кузнецов-Таёжный, Юрий Витальевич
Ю́рий Вита́льевич Кузнецо́в-Таёжный (при рождении Кузнецо́в; род. 27 февраля 1969, Тюмень, СССР) — российский певец, автор-исполнитель, актёр и продюсер фильмов; стал известен благодаря роли в сериале «Легенды о Круге», в котором сыграл певца Михаила Круга.

## Биография

### Детство и образование
Родился 27 февраля 1969 года в Тюмени в семье Виталия Петровича Кузнецова и Нины Александровны, которая работала учительницей музыки. С детства увлекался музыкой, с 6 лет занимался игрой на фортепиано и окончил музыкальную школу по классу этого инструмента.
Выпускник Тюменского государственного университета, в котором окончил историко-филологический факультет.

### Музыкальная деятельность
После службы в армии решил посвятить себя музыке, став одним из участников коллектива ВИА «Глобус», в котором был в течение четырёх лет. В 1995 году начал сольную карьеру, спустя год выпустил первый альбом, который получил название «Времена года», а в 1999 году вышел второй альбом «Жассо». Помимо музыкальной деятельности, он занимался бизнесом.
Был лауреатом конкурса «Песня года» в 1995 году с авторским ремейком песни «Весна на Заречной улице».
В 2000 году получил премию «Золотой граммофон» за музыку к песне группы «Стрелки» «Нелюбовь». 
В 2006 году вышел альбом «Снега войны», песни из которого транслировались на «Радио Шансон».
В 2007 году Кузнецов стал лауреатом премии «Шансон года».

### Карьера в кинематографе
Был продюсером фильмов, среди которых «Тайский вояж Степаныча» (2005), «Испанский вояж Степаныча» (2006), «А мама лучше!» (2010), «Искатели приключений» (2012), в которых он также играл некоторые роли.
В 2013 году на телеэкраны вышел 4-й серийный сериал «Легенды о Круге», в котором Кузнецов-Таёжный сыграл главную роль, которая стала для него первой. Певец, образ которого был создан актёром, получил положительные оценки за сходство и интонацию исполнения песен, но и отрицательные от тех, кто лично знал Круга. 

Особенной удачей фильма критики сочли образ главного героя — Михаила Круга сыграл малоизвестный артист Юрий Кузнецов-Таёжный, который сам является автором баллад в стиле русского шансона и участником различных музыкальных программ и конкурсов. Кузнецов оказался не только похож на своего героя, но и тронул какой-то узнаваемой и человеческой интонацией, которая понравилась и зрителям и тем, кто знал Михаила Круга.— Питер.тв
В 2021 году вышел фильм «Новенький», который был посвящён отношениями между подростками; Кузнецов-Таёжный стал продюсером этого фильма, сыграл в нём одну из ролей, а также написал музыку к фильму. Фильм завоевал несколько наград, среди которых был приз зрительских симпатий на фестивале детских и юношеских фильмов.

## Фильмография

### Актёр
- 2005 — Риэлтор — пахан
- 2005 — Тайский вояж Степаныча — полковник Кузнецов
- 2006 — Испанский вояж Степаныча — полковник Кузнецов
- 2006 — Секретные поручения — Юрий Петрович, «Хой», наркодилер, один из руководителей фирмы «Визирь»
- 2007 — Национальное достояние — майор
- 2010 — Естественный отбор (телесериал) — полковник ЦРУ
- 2010 — Зверобой — начальник ОМОНа
- 2012 — Легенды о Круге — Михаил Круг, певец
- 2012 — Искатели приключений — Бобби, главарь банды
- 2012 — Мексиканский вояж Степаныча — генерал Кузнецов
- 2013 — Верни меня — банкир Антон Вавилов
- 2013 — Ясмин — Игорь
- 2017 — Ангел-хранитель — Геннадий Хопер
- 2021 — Новенький — директор школы

### Продюсер
- 2004 — Колхоз Интертейнмент — исполнительный продюсер;
- 2005 — Тайский вояж Степаныча;
- 2006 — Испанский вояж Степаныча;
- 2010 — А мама лучше;
- 2011 — Амазонки из глубинки;
- 2012 — Искатели приключений — исполнительный продюсер;
- 2021 — Новенький;
- 2022 — Селфимания;

### Композитор
- 2012 — Искатели приключений;
- 2017 — Ангел-хранитель;
- 2021 — Новенький

## Альбомы
- 1995 — «Времена года»;
- 1999 — «Жассо»;
- 2006 — «Снега войны»;
- 2025 — «Дальнобой»

## Клипы
- 1993 — «Солнце уходит на запад»
- 1995 — «Чайка»
- 1995 — «Эммануэль»
- 2001 — «Жёлтый самолёт»
- 2002 — «Тайна»
- 2016 — «Берегите душу»
- 2017 — «Музыкант»
- 2021 — «I Wish You Merry Christmas»
- 2021 — «Время побеждать»
- 2024 — «Дальнобой»